# Pastor de los Pirineos dando sal a sus ovejas
Pastor de los Pirineos dando sal a sus ovejas es un cuadro realizado por Rosa Bonheur en 1864 y expuesto en el Museo Condé de Chantilly. Fue un encargo de Enrique de Orleans.

## Historia
Rosa Bonheur obtuvo un gran éxito en el Salón de París de 1853 con su cuadro La feria de caballos y luego en la Exposición Universal de París de 1855 con La Fenaison en Auvergne. Enrique de Orleans, duque de Aumale, desde su exilio en Inglaterra, siguió su evolucióny  encargó a la artista un cuadro para su esposa María Carolina de Borbón-Dos Sicilias. Para ello se dirigió a la condesa de Ségur, como intermediaria, cuya correspondencia se conserva.
El duque recibió la obra el 5 de junio de 1864 en unas dimensiones mayores de lo esperado. A los duques les gustó tanto el cuadro que decidieron pagar el doble del precio acordado, es decir, la suma de 10.000 francos en lugar de 5000.
El cuadro regresó a Francia en 1871 con la vuelta del duque del exilio y fue instalado en la galería de pintura de su castillo de Chantilly, donde aún permanece. El duque y la artista tuvieron la oportunidad de encontrarse posteriormente durante una cena organizada en el castillo el 22 de abril de 1894, en la que también participaron el escultor Auguste Cain y el historiador Ernest Lavisse.
Rosa Bonheur viajó varias veces a los Pirineos en 1850 para tomar las aguas de Luz-Saint-Sauveur. Durante sus viajes realizó numerosos dibujos. Las ovejas representadas son características de la raza vasco-bearnesa.
La pintura aparece en la serie Gambito de dama.

## Obras relacionadas
Un cuadro de 1887 y titulado Pastor de los Pirineos con su rebaño, vendido en Christie's en junio de 1908, retoma un tema muy cercano al de Chantilly.